# The Impossible Woman
The Impossible Woman er en britisk stumfilm fra 1919 af Meyrick Milton.

## Medvirkende
- Constance Collier som Kraska
- Langhorn Burton som Gregory Jardine
- Christine Rayner som Karen
- Alan Byrne som Edwin Drew
- Edith Craig som Mrs. Talcotte